# 布氏燭光魚
布氏燭光鱼（学名：Polyipnus bruuni）为輻鰭魚綱巨口魚目褶胸鱼科的其中一種。分布於西印度洋區的肯亞海域，棲息深度可達200公尺，體長可達2公分，為深海魚類，會進行垂直性洄游。